# انفجار ۲۰۲۱ مادرید
در انفجاری که روز چهارشنبه ۲۰ ژانویه ۲۰۲۱ در ساختمانی در مرکز مادرید، پایتخت اسپانیا اتفاق افتاد، دست کم سه نفر کشته شدند. به گفته مقامات محلی، این بنا متعلق به کلیسای کاتولیک مادرید است که در پی انفجار امروز تخریب شد. وضعیت یک مجروح این حادثه که به بیمارستان انتقال یافته، وخیم گزارش شده‌است. به گفته مقامات، یک خادم کلیسا نیز ناپدید شده‌است. خوزه لوییز مارتینز آلمیدا، شهردار مادرید، نشت گاز را دلیل اصلی وقوع این انفجار عنوان کرده‌است. افراد سالمند داخل ساختمان بلافاصله توسط مأموران آتش‌نشانی به بیمارستانی در نزدیکی محل حادثه منتقل شدند. پنج طبقه بالایی ساختمان به کلی فرو ریخته‌است. یک شاهد عینی به خبرنگاران گفت که این مجتمع ویژه آموزش کشیش‌ها و همچنین اهدای غذا به افراد بی‌خانمان بود.